# Atlantische Hurrikansaison 2017

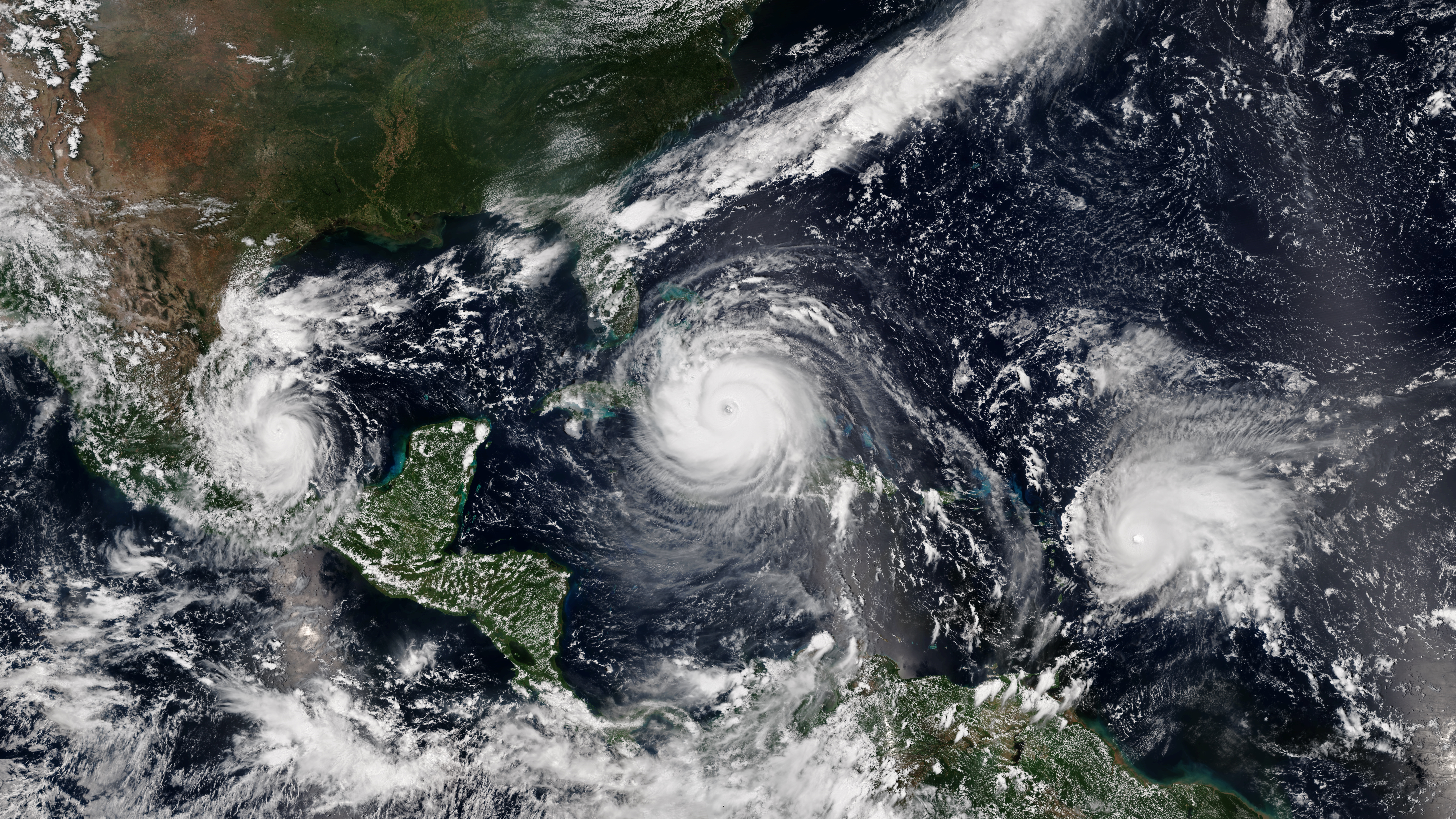
Die gleichzeitig aktiven Hurrikane Katia, Irma und Jose am 8. September 2017.

Die Atlantische Hurrikansaison 2017 war geprägt von einer Vielzahl sehr starker Hurrikane, von denen einige viele Todesopfer forderten und enorme materielle Schäden anrichteten.
Die Saison begann offiziell am 1. Juni 2017 und endete am 30. November 2017. Während dieser Periode bilden sich üblicherweise im nördlichen Atlantischen Ozean die meisten Hurrikane, da nur zu dieser Zeit geeignete Bedingungen existieren, wie etwa ein warmer Ozean, feuchte Luft und wenig Windscherung, um die Bildung von tropischen Wirbelstürmen zu ermöglichen. Vor Beginn der Saison wurde aufgrund des schwachen bis nicht vorhandenen El-Niño-Effekts mit einer aktiven Saison mit zwei bis vier schweren Hurrikanen (Kategorie 3 oder höher der Saffir-Simpson-Hurrikan-Windskala) gerechnet.
Die Saison begann tatsächlich schon am 19. April mit dem Entstehen des Tropischen Sturms Arlene. Mit dem offiziellen Beginn der Saison kann das National Hurricane Center (NHC) Warnungen zu Störungen herausgeben, die noch keine tropischen Eigenschaften aufweisen, bei denen für eine tropische Zyklogenese jedoch ein hohes Potenzial besteht und innerhalb von 48 Stunden Sturm- oder Hurrikanbedingungen für bewohnte Gebiete erwartet werden. Solche Systeme werden als „Potential tropical cyclone“ bezeichnet. Das NHC machte zum ersten Mal am 18. Juni 2017 von dieser Möglichkeit Gebrauch, als es Warnungen zum Potential Tropical Cyclone Two aufnahm, der sich rasch ostsüdöstlich der Windward Islands zum tropischen Sturm Bret entwickelte.
Einige Tage später traf der tropische Sturm Cindy auf Louisiana. Es war der erste tropische Wirbelsturm, der seit Hurrikan Isaac 2012 auf den Bundesstaat getroffen ist. Ende August traf Hurrikan Harvey auf den Südwesten von Texas und war so der erste Hurrikan seit Wilma im Jahr 2005, der in dieser Stärke auf eine Küste der Vereinigten Staaten traf. Im September richtete Irma u. a. in Florida beträchtliche Schäden an und Hurrikan Maria entfaltete speziell auf Puerto Rico eine verheerende Wirkung, dort verloren durch direkte und indirekte Folgen des Sturms etwa 3000 Menschen ihr Leben.

## Saisonprognosen
Vor und während der Saison veröffentlichen mehrere nationale meteorologische Dienste und wissenschaftliche Institute Vorhersagen darüber, wie viele tropische Stürme, Hurrikane und schwere Hurrikane (Kategorie 3 der SSHS und höher) sich in der Saison bilden werden und/oder wie viele tropische Wirbelstürme ein bestimmtes Land treffen werden. Zu diesen Instituten gehören das Tropical Storm Risk (TSR) Consortium of the University College London, die National Oceanic and Atmospheric Administration (NOAA) und die Colorado State University (CSU). Die Vorhersagen berücksichtigen wöchentliche und monatliche Änderungen signifikanter Faktoren, die die Einschätzung über den Verlauf der Hurrikansaison beeinflussen. Einige dieser Vorhersagen berücksichtigen außerdem Verläufe zurückliegender Hurrikansaisons mit ähnlichen Gegebenheiten sowie das Ende des El Niño 2014–2016. Im Durchschnitt der Jahre 1981 bis 2010 gab es in einer Hurrikansaison zwölf tropische Stürme, sechs Hurrikane und zwei schwere Hurrikane, und der Index der Accumulated Cyclone Energy (ACE) lag zwischen 66 und 103.

## Stürme

### Tropischer Sturm Arlene
Am 16. April entstand ein gutes Stück östlich von Bermuda eine kräftige außertropische Zyklone. Das System zog nach Südosten und löste sich von der umgebenden Front und verlor nach und nach seine frontalen Eigenschaften. In den Regenbändern nördlich und östlich des Zentrums bildete sich tiefe atmosphärische Konvektion und am 19. April 00:00 UTC hatte sich ein subtropisches Tiefdruckgebiet gebildet. Trotz einer ungünstigen Umgebung mit Wasseroberflächentemperaturen um 20 °C und mäßiger Windscherung konsolidierte sich die Konvektion um das Zentrum. Dies erlaubte dem System am 20. April um 00:00 UTC den Übergang zu einem vollständig tropischen System. Sechs Stunden später intensivierte sich das System zum Tropischen Sturm Arlene. Nachdem der Sturm Windgeschwindigkeiten von 85 km/h erreicht hatte, begann er um ein größeres außertropisches Tiefdruckgebiet zu rotieren. Arlene wanderte in den Kaltluftsektor des Tiefs und verlor dadurch am 21. April gegen 12:00 UTC die tropischen Eigenschaften. Das post-tropische System zog nach Süden und Osten, bevor es sich am 22. April weit westlich der Azoren auflöste.
Zum Zeitpunkt der Entstehung des subtropischen Tiefdruckgebietes am 19. April war Arlene erst das sechste bekannte subtropische oder tropische System, das sich im Monat April im atlantischen Becken gebildet hat; die anderen Vorkommen waren Tropischer Sturm Ana (2003), Subtropischer Sturm Eins (1992) sowie drei tropische Tiefdruckgebiete in den Jahren 1912, 1915 und 1973. Als Arlene am 20. April zum tropischen Sturm wurde, war dies erst der zweite tropische Sturm im April, nach 2003. Dabei ist allerdings zu berücksichtigen, dass Stürme wie Arlene und Ana vor der Einführung von Wettersatelliten (1966) und der Dvorak-Technik (Anfang der 1970er Jahre) nicht beobachtet werden konnten. Arlene hatte außerdem den niedrigsten zentralen Luftdruck aller atlantischen Stürme im Monat April, mit einem zentralen Luftdruck von 990 mbar.

### Tropischer Sturm Bret
Eine tropische Welle löste sich am 13. Juni von der Westküste Afrikas und wurde schon bald vom NHC beobachtet. Wegen der geringen geographischen Breite und der relativ hohen Zuggeschwindigkeit war eine langsame Entwicklung zu erwarten. Das System wanderte rasch durch das Hauptentstehungsgebiet des Atlantischen Beckens und begann plötzlich sich zu entwickeln. Doch bis zum 18. Juni organisierte sich das System kaum besser, bis ein Konvektionsausbruch nahe dem Zentrum der Störung das NHC veranlasste, das System als Potential Tropical Cyclone Two zu klassifizieren. Es war das erste Mal, dass das NHC Warnungen zu einer Störung ausgegeben hat, die sich noch nicht in ein tropisches System entwickelt hatte. Der Sturm organisierte sich weiter, während seine Zuggeschwindigkeit in Richtung Venezuela und Trinidad und Tobago während der Nacht zunahm und Regenbänder erkennbar wurden. Später am 19. Juni entwickelte das System eine geschlossene bodennahe Zirkulation, und deswegen wurde es um 21:00 UTC zum Tropischen Sturm Bret erklärt. Einen Tag später, am 20. Juni, gab das NHC um 21:00 UTC seine letzte Warnung zu Bret aus, weil sich der Sturm in eine offene Welle degeneriert hatte.
Bret war der früheste Sturm, der sich im Hauptentstehungsgebiet gebildet hat, womit der vorherige Rekord abgelöst wurde, den Tropischer Sturm Ana im Jahr 1979 gesetzt hatte. Bret war außerdem der südlichste tropische Sturm (bei 9,4° N), der sich seit 1933 im Monat Juni gebildet hat. Auf Trinidad kam eine Person indirekt durch Bret um, als sie auf einer wegen Hochwassers notdürftig errichteten Brücke ausrutschte und zu Tode stürzte. Ein weiterer Todesfall ereignete sich in Tobago; hier verschied ein Mann an den Folgen der Verletzungen, die er beim Zusammenbruch seines Hauses erlitten hatte.

### Tropischer Sturm Cindy
Das NHC begann am 13. Juni mit der Beobachtung eines Systems über dem nordwestlichen Karibischen Meer, das Potential für eine tropische Entwicklung hatte. Drei Tage später entwickelte sich in der Region ein großes Gebiet gestörten Wetters, das sich langsam organisierte, während es in den zentralen Golf von Mexiko zog. Am 19. Juni begann das NHC, Warnungen zu dem System herauszugeben. Die Struktur war zunächst ausufernd, und die Sturmwinde waren versetzt von dem breiten Tiefdruckgebiet mit den eingebetteten Wirbeln. Bei einem Aufklärungsflug wurde einen Tag später gegen 18:00 UTC ein gut definiertes Zentrum gefunden, was darauf hinwies, dass sich der tropische Sturm Cindy gebildet hatte. Trotz des Vorhandenseins trockener Luft und starker Windscherung erreichte Cindy maximale Windgeschwindigkeiten von 95 km/h, bevor der Sturm bei der Annäherung an die Küste von Louisiana schwächer wurde. Cindy querte zwischen Port Arthur, Texas und Cameron, Louisiana, früh am 22. Juni die Küste und schwächte sich im Landesinnern ab.
Cindy werden zwei Opfer zugeschrieben.

### Tropisches Tiefdruckgebiet Vier
Früh am 29. Juni begann das NHC mit der Verfolgung einer tropischen Welle, die in ein großes Gebilde feuchter Luftmassen eingebettet war und gerade die Küste von Westafrika nach Westen überquerte. Weil die Umgebung günstig für eine langsame Entwicklung schienen, ging das NHC zwei Tage später davon aus, dass sich das System zu einem tropischen Tiefdrucksystem entwickeln könnte. Früh am 3. Juli begann das System über dem zentralen Atlantik Anzeichen einer Organisierung aufzuweisen, doch gingen die Chancen für eine Entwicklung zwei Tage später zurück, weil das System in eine stabilere Umgebung gelangte. Allerdings hatte das System bereits eine gut definierte Zirkulation aufgebaut, sodass die Bildung einer beständigen tiefen Konvektion am 6. Juli gegen 03:00 UTC das NHC dazu veranlasste, die Welle etwa 2485 km östlich der Inseln über dem Winde zum Tropischen Tiefdruckgebiet Vier zu erklären. Obwohl die Windscherung gering war, gelang es dem Tiefdruckgebiet nicht, sich zu entwickeln, weil der Saharan Air Layer sehr trockene Luft auf die Ostseite des Systems brachte, so dass die bodennahe Zirkulation sich abschwächte und das tropische Tiefdruckgebiet spät an dem Tag in einen offenen Trog degenerierte.

### Tropischer Sturm Don
Spät am 15. Juli wies das NHC auf ein Tiefdruckgebiet über dem zentralen Atlantik hin, das ein Potential für die Entwicklung in ein tropisches Tiefdruckgebiet aufwies. Die Störung zeigte früh am 17. Juli Anzeichen von Organisation, und Daten, die bei einem Aufklärungsflug erhoben wurden, bestätigten die Entwicklung des Tropischen Sturmes Don gegen 21:00 UTC an diesem Tag. Das allgemeine Aussehen des Sturmes auf den Satellitenbildern verbesserte sich in den nachfolgenden Stunden, und ein Central Dense Overcast mit signifikanten Blitzschlagclustern trat deutlich hervor. Don erreichte etwa zu dieser Zeit seine Spitzenintensität mit Windgeschwindigkeiten von 85 km/h. Beim darauffolgenden Aufklärungsflug stellte sich heraus, dass das Sturmzentrum weniger definiert erschien als zuvor, und dass die andauernden Windgeschwindigkeiten auf 65 km/h zurückgegangen waren. Im Zusammenspiel dieser Daten und von Oberflächenbeobachtungen auf den Windward Islands stellte sich heraus, dass Don sich gegen 03:00 UTC am 19. Juli zu einer tropischen Welle geöffnet hat, die zu dem Zeitpunkt das östliche Karibische Meer erreicht hatte.

### Tropischer Sturm Emily
Ende Juli erstreckte sich eine sich auflösende Kaltfront in den nordöstlichen Golf von Mexiko, wo das NHC am 31. Juli die Entwicklung eines Tiefdruckgebietes erwartete. Wegen der Nähe zum Land und nur marginaler Höhenwinde gingen die Meteorologen von einer langsamen Entwicklung aus. Stattdessen intensivierte sich das System während der folgenden 24 Stunden rasch, und am 31. Juli um 09:00 UTC wurde das System zum sechsten tropischen Tiefdruckgebiet der Saison erklärt. Nur zwei Stunden später hatte sich das System so weit intensiviert, dass es zum Tropischen Sturm Emily aufgestuft wurde. Nachdem der Sturm andauernde Windgeschwindigkeiten von 75 km/h und einem minimalen Luftdruck von 1005 mbar erreicht hatte, gelangte Emily um 14:45 UTC über Anna Maria Island. Die Abschwächung erfolgte rasch, und im Tagesverlauf walzte sich die Zirkulation aus, sodass Emily zum tropischen Tiefdruckgebiet zurückgestuft wurde. Das zunehmend gestörte System überquerte früh am folgenden Tag die Ostküste Floridas in den westlichen Nordatlantik und beschleunigte sich nach Nordosten, bevor es früh am 2. August von einer Front absorbiert wurde.
Nachdem das System zum tropischen Sturm heraufgestuft wurde, erklärte Floridas Gouverneur Rick Scott für 31 Countys des Bundesstaates den Notstand. Der Sturm löste bei Bradenton einen Tornado der Kategorie EF0 aus. Dieser wanderte etwa 1,5 km weit am Boden und zerstörte zwei Scheunen und einige Gewächshäuser. Eine Mauer stürzte ein. Der Schaden dadurch summierte sich auf 96.000 US-Dollar. Am 1. August beeinträchtigte Starkregen Teile von Miami Beach, und innerhalb von dreieinhalb Stunden fielen 177 mm Niederschlag, wovon 55 mm binnen 30 Minuten niedergingen. Das Zusammentreffen mit der Gezeitenflut führte dazu, dass Entwässerungspumpen den Andrang von Wasser nicht mehr schafften, zumal drei von ihnen wegen durch Blitzschlag verursachten Stromausfalls ausfielen. Es kam zu deutlichen Überflutungen. Zahlreiche Gebäude wurden durch Wassereindringen geschädigt, und in einigen stand das Wasser bis zu 75 cm hoch. Eine Person wurde aus dem Flutwasser gerettet und hospitalisiert. Teile von Downtown Miami, darunter Brickell, wurden ebenfalls stark beeinträchtigt. Zahlreiche Fahrzeuge blieben auf überfluteten Straßen liegen.

### Hurrikan Franklin
Das NHC begann am 3. August mit der Beobachtung einer tropischen Welle im südöstlichen Karibischen Meer. Nach drei Tagen nahm das NHC am 6. August die Ausgabe von Warnungen zum Potential Tropical Cyclone Seven auf. Die Störung wurde am 7. August um 03:00 UTC zum Tropischen Sturm Franklin erklärt. Nach der Intensivierung in einen mäßig starken tropischen Sturm gelangte Franklin bei Pulticub, Mexico am 8. August um 03:00 UTC zum ersten Mal über Land. Über der Halbinsel Yucatán schwächte sich der Sturm deutlich ab, doch blieb sein Erscheinungsbild in der Satellitendarstellung gut definiert. Im Tagesverlauf gelangte Franklin in die Bucht von Campeche und begann sofort eine Reintensivierung. Spät am 9. August erreichte Franklin Hurrikanstärke. Fünf Stunden nach dem Höhepunkt mit andauernden Windgeschwindigkeiten von 140 km/h und einem minimalen zentralen Luftdruck von 981 mbar gelangte Franklin in Lechuguillas, Mexiko zum zweiten Mal über Land und begann unmittelbar danach sich rapide abzuschwächen. Um 15:00 UTC am 10. August hatte sich Franklin als tropisches System aufgelöst. Allerdings blieb die Zirkulation in mittlerer Höhe erhalten und trug im östlichen Pazifischen Ozean zur Bildung des Tropischen Sturms Jova am 12. August bei.

### Hurrikan Gert
Am 2. August begann das NHC mit der Beobachtung einer tropischen Welle samt zugehöriger Konvektion über der Westküste Afrikas. Bei ihrer Wanderung in westnordwestlicher Richtung änderte sich der Zustand des Systems kaum, doch wurden für eine tropische Zyklogenese günstige Bedingungen erwartet. Stattdessen blieb das System schlecht definiert und gelangte östlich der Leeward Islands in eine ungünstige Umgebung. Einige Tage später war das System bis in den südwestlichen Nordatlantik weitergezogen, und dank günstiger Höhenwinde begann es Anzeichen einer tropischen Entwicklung zu zeigen. Nachdem die Störung eine gut ausgebildete Zirkulation entwickelt hatte, wurde sie am 13. August um 03:00 UTC als achtes tropisches Tiefdruckgebiet der Saison klassifiziert. Achtzehn Stunden später intensivierte sich das System zum tropischen Sturm und erhielt vom NHC den Namen Gert. Am 15. August um 03:00 UTC intensivierte sich Gert zu einem Hurrikan der Kategorie 1 mit maximalen andauernden Windgeschwindigkeiten von 120 km/h, dem zweiten Hurrikan der Saison. Nachdem die Zuggeschwindigkeit in ostnordöstlicher Richtung zunahm, erreichte Gert früh am 17. August an einem mit 40° Nord ungewöhnlichen hohen Breitengrad als Kategorie-2-Hurrikan seine größte Stärke. Weil der Hurrikan sich dann von dem warmen Oberflächenwasser des Golfstromes entfernte, setzte eine rasche Abschwächung ein. Nur zwölf Stunden nach seiner größten Intensität verlor Gert den Hurrikanstatus und ging weit vor der Küste von Nova Scotia in ein außertropisches Tiefdruckgebiet über, das später auf das Vereinigte Königreich traf.
Wegen starker Brandungsrückströmungen, die der Hurrikan produzierte, ertrank jeweils eine Person in den Outer Banks von North Carolina und vor Nantucket, Massachusetts.

### Hurrikan Harvey
Die tropische Welle, aus der später Harvey entstand, wurde vom National Hurricane Center (NHC) erstmals früh am 13. August 2017 beobachtet. Eine komplexe Wetterstörung bildete sich südwestlich der Kapverdischen Inseln, im Tagesverlauf begann die Welle mit einem ausgedehnten Tiefdrucktrog zu interagieren. Die Störung teilte sich früh am 15. August und das westlichere System organisierte sich bis zum 17. August um 15:00 Uhr UTC zu einem potential tropical cyclone. Mit einem Aufklärungsflugzeug wurde das System untersucht und eine gut definierte Zirkulation festgestellt, sodass das System als Tropischer Sturm eingestuft und mit Harvey benannt wurde. Die Wirkung einer mäßigen östlichen Windscherung behinderte die Entwicklung des Sturms und verlagerte das Zirkulationszentrum an den östlichen Rand der Konvektion. Entgegen der ursprünglichen Vorhersage einer langsamen Entwicklung begann das System zu zerfallen und das Wolkenmuster erinnerte am 19. August wieder eher an eine tropische Welle als an einen tropischen Sturm. Bei einem weiteren Erkundungsflug wurde später am Tag die Auflösung des Sturms in eine offene Welle bestätigt.
Einige Tage später, nachdem das System die Halbinsel Yucatán überquert hatte, bildete es über dem Golf von Mexiko erneut eine oberflächennahe Zirkulation aus und die Meteorologen erwarteten eine Regeneration des Sturms mit dem Potential, durch Regen in Texas starke Überflutungen zu verursachen. Harvey verstärkte sich in der Bahía de Campeche am 23. August erneut in ein tropisches Tiefdruckgebiet und am 24. August erneut zum tropischen Sturm. Am Nachmittag desselben Tages intensivierte sich Harvey zum Hurrikan. Im Laufe des 25. August wurde Harvey gegen 15:00 Uhr Ortszeit (UTC−5) zum Hurrikan der Stufe drei und am Abend gegen 19:00 Uhr auf Stufe vier (von fünf möglichen) heraufgestuft. Im Anschluss an die Hochstufung auf die Kategorie 3 forderte der Gouverneur von Texas, Greg Abbott, die Bewohner küstennaher Gebiete zwischen Corpus Christi und Houston dringend auf, ihre Häuser zu evakuieren und höher gelegene Gebiete aufzusuchen. Um 21:00 Uhr wurde für Texas der Katastrophenzustand ausgerufen. Um ca. 21:30 Uhr Ortszeit traf der Hurrikan nordöstlich der Hafenstadt Corpus Christi und 6 km östlich der Stadt Rockport mit einer phasenweisen Windgeschwindigkeit von über 210 km/h auf Land. In Rockport sollen dabei zahlreiche bewohnte Gebäude schwer beschädigt worden sein. Das Auge von Harvey erreichte die Küste gegen 23:00 Uhr und bewegte sich mit 11 bis 15 km/h weiter landeinwärts. Über dem Festland verlangsamten sich die Windspitzengeschwindigkeiten nach Mitternacht auf unter 200 km/h und der Hurrikan wurde wieder auf die Kategorie 3 heruntergestuft. Weitere Herabstufungen auf die Kategorien 2 (<160 km/h) und 1 (<145 km/h) erfolgten gegen ca. 05:00 bzw. 06:00 Uhr in der Frühe. Der gewöhnliche Flutpegel wurde laut einer Messstation in Port Lavaca um rund zwei Meter überschritten. Lokale Stromversorger berichteten über den Ausfall der Elektrizitätsversorgung von über einer viertel Million Haushalten und Gewerbebetrieben. Über 80 km nordnordwestlich von Victoria angekommen, hatten sich die höchsten Windgeschwindigkeiten von Harvey auf unter 130 km/h reduziert, worauf das NHC ihn gegen 14:00 Uhr Ortszeit wieder auf einen Tropischen Sturm zurückstufte.

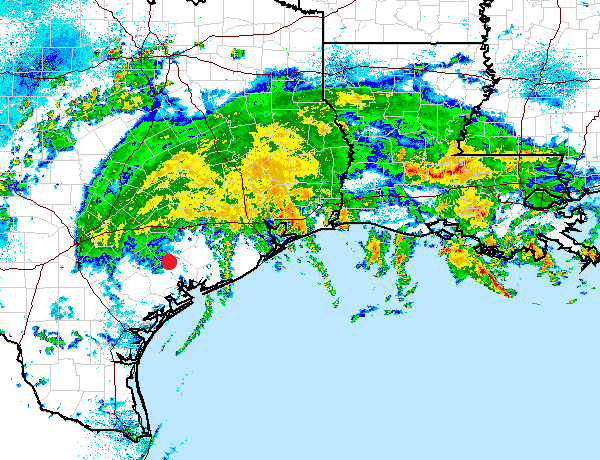
Diese Radaraufnahme vom 27. August um 21:08 UTC zeigt das Regengebiet nördlich und östlich des Sturmzentrums über Texas und Louisiana

Der Wirbelsturm war zwischen subtropische Hochdruckgebiete westnordwestlich und ostsüdöstlich des Zentrums eingezwängt und kam daher, nachdem er die Küste erreichte, kaum vorwärts. Weil ein Teil der Zirkulation nach wie vor über dem warmen Wasser des Golfs von Mexiko verlief, wurden große Mengen Feuchtigkeit über das Festland transportiert und regneten sich dort ab. Das führte auch dazu, dass sich Harvey langsamer abschwächte, als das üblicherweise über Land der Fall ist. Die Luftströmungen am südlichen Rand eines Trogs über den östlich-zentralen Vereinigten Staaten drängten Harvey langsam nach Südwesten, in den darauf folgenden Tagen nach Südosten und Osten, bevor ein sich verstärkender Rücken Harvey erneut in nördlicher Richtung steuerte.
Der Hurrikan richtete insbesondere durch die sehr starken Regenfälle schwere Schäden in Texas, insbesondere in der Stadt Houston, sowie in Louisiana an. Große Teile Houstons wurden überflutet, an der Messstation Houston NWSO wurden binnen 3 Tagen 1043,4 mm Regen gemessen. Insgesamt fielen im Südosten von Texas samt Houston rund 72 Billionen Liter (72 Kubikkilometer) Regen, in Louisiana noch einmal ca. 20 Billionen Liter. Anfang September gab der texanische Gouverneur Greg Abbott die Schadenssumme mit 150 bis 180 Mrd. Dollar an. Dies sei höher als die Schäden, die von den Hurrikans Katrina 2005 und Sandy 2012 verursacht wurden. Infolge des Hurrikans kam es zu einer starken Freisetzung von gesundheitsschädlichen Substanzen. Unter anderem wurden nach vorläufigen Daten zwischen dem 23. und dem 30. August geschätzt 4,6 Mio. Pfund an grenzwertüberschreitenden gesundheitsschädlichen Gasen emittiert, darunter Benzen. Quellen dafür waren unter anderem herunter- und wieder hochgefahrene Chemieanlagen und beschädigte bzw. zerstörte Industriebetriebe. Zudem wurden mindestens 14 mit Blei, Arsen, Dioxinen, Benzen und anderen Industrieabfällen stark kontaminierte Flächen überflutet, deren Altlastensanierung unter dem Programm Superfund der Bundesbehörde stehen.
Mexiko bot Texas Unterstützung in Form von Nahrung, Generatoren und medizinischer Hilfe an. Diese wurde von den Vereinigten Staaten nicht in Anspruch genommen. Mexiko zog das Angebot zurück, nachdem es selbst durch das Erdbeben am 8. September von einer Naturkatastrophe betroffen war.
Hurrikan Harvey forderte 83 bestätigte Todesopfer, davon 82 in Texas und eine Person in Guyana.

### Potential Tropical Cyclone 10
Die Konvektion in Verbindung mit einem Tiefdruckgebiet vor der Küste von Georgia hatte sich deutlich verstärkt, und ASCAT-Daten zeigten mehrere bodennahe Wirbel, die um das Zentrum rotierten. Allerdings war diese Zirkulation nicht gut ausgeprägt. Weil jedoch innerhalb von 48 Stunden die Entwicklung zu einem tropischen Sturm erwartet werden konnte und innerhalb dieser Zeit das System die Küste der beiden Carolina-Staaten erreichen könnte, erklärte das NHC am 27. August um 21:00 UTC das System südlich von Charleston, South Carolina zum Potential Tropical Cyclone Ten. Das System schaffte es aber nicht, sich zu einem tropischen System zu entwickeln. Am 29. August stellte das NHC fest, dass das System vollständig außertropisch geworden war und keine Möglichkeit einer tropischen Entwicklung mehr bestand. Das System zog weiter auf den Nordatlantik hinaus und intensivierte sich dabei baroklinisch, bevor es von einem anderen außertropischen System absorbiert wurde.

### Hurrikan Irma
Das NHC begann am 26. August mit der Überwachung einer tropischen Welle über Westafrika. Die Störung zog spät am folgenden Tag in den Atlantischen Ozean hinaus, organisierte sich stetig und wurde am 30. August um 15:00 UTC westlich von Kap Verde zum Tropischen Sturm Irma erklärt. Am 31. August intensivierte sich Irma bemerkenswert schnell: mit einer Zunahme der Windgeschwindigkeiten von 110 km/h auf 185 km/h – von einem starken tropischen Sturm zum schweren Hurrikan in nur 12 Stunden.
Kurz darauf setzte eine zyklische Eyewall-Neubildung ein, sodass die Intensität des Hurrikans zwischen den Kategorien 2 und 3 wechselte. Am 2. September erreichten Irmas Winde die Kategorie 3, dann setzte erneut eine Intensivierung ein, und der Hurrikan wurde am 4. September um 21:00 UTC in die Kategorie 4 hochgestuft. Zu dem Zeitpunkt wurden für die Leeward Islands Hurrikanwarnungen ausgegeben. Am 5. September stärkte sich der Hurrikan über dem Atlantik und entwickelte sich zu einem Kategorie-5-Hurrikan.
Der Hurrikan verursachte schwere Schäden in Barbuda, San Martin, Kuba und in Florida (USA). Die ökonomischen Schäden werden auf bis zu 300 Mrd. Dollar geschätzt, von denen maximal die Hälfte durch Versicherungen getragen würde.

### Hurrikan Jose
Eine tropische Welle zog am 31. August westwärts von Westafrika aus auf den Atlantischen Ozean hinaus, wo sie sich bis zum 5. September um 15:00 Uhr UTC zum tropischen Sturm organisierte und den Namen Jose erhielt. Das sich rasch intensivierende System wurde spät am 6. September als Hurrikan eingestuft, wurde spät am 7. September zu einem schweren Hurrikan und erreichte seinen Höhepunkt in der Kategorie 4 mit Windgeschwindigkeiten um 250 km/h früh am 9. September. Mäßige Windscherung schwächte den Wirbelsturm, während dieser zwischen Bermuda und Karibik eine Schleife im Uhrzeigersinn ausführte und schließlich vor einem näherkommenden Trog nach Norden zog. Die steuernden Luftströmungen brachen früh am 21. September zusammen, sodass das System vor den nordöstlichen US-Bundesstaaten auf dem Meer umherdümpelte und sich langsam zu einem tropischen Sturm abschwächte. Da sich der Regen im nördlichen und nordwestlichen Sektor des Sturms konzentrierte und es über dem Zentrum keine tiefe Konvektion mehr gab, erklärte das NHC Jose gegen 03:00 Uhr UTC am 22. September für posttropisch und stellte die Sturmwarnungen um 21:00 Uhr UTC ein, nachdem an der Küste Neuenglands die Windgeschwindigkeiten keine Sturmstärke mehr erreichten.

### Hurrikan Katia
Ein Trog über dem südwestlichen Golf von Mexiko erzeugte am 3. September ein ausgedehntes Gebiet mit Gewittern. Zwei Tage später hatte sich ein abgesetztes Tiefdruckgebiet gebildet, dessen Zentrum etwa 80 km östlich von Tampico im Bundesstaat Tamaulipas lag. Am selben Tag um 21:00 Uhr UTC klassifizierte das NHC das System als Tropisches Tiefdruckgebiet Dreizehn, weil sich über dem Zentrum ein organisiertes Konvektionsgebiet gebildet hat. Das Tiefdruckgebiet lag in einer Zone schwacher Steuerungsströmungen und wanderte ostwärts vom Land weg. Die Windscherung nahm kontinuierlich ab, und die Wasseroberfläche war warm, so dass sich das System am 6. September zum Tropischen Sturm Katia intensivierte, zumal die Konvektion sich besser ausbildete. Bei einem später an dem Tag durchgeführten Erkundungsflug der Hurricane Hunters wurden eine partielle Augenwand und Oberflächenwinde von 122 km/h vorgefunden; deswegen stufte das NHC Katia fortan als Hurrikan ein. Die Konvektion entwickelte sich zu einer Cirruswolkendecke (CDO), während das System in seiner Wanderung zum Stillstand kam.
Vor dem Eintreffen von Hurrikan Katia wurden mehr als viertausend Bewohner der Bundesstaaten Veracruz und Puebla in Sicherheit gebracht. Touristen verließen die Küstenstädte, Notunterkünfte wurden geöffnet und die Behörden ließen Entwässerungsgräben von Hindernissen reinigen, bevor der sturmbedingte Starkregen eintraf. In Xalapa kamen zwei Personen bei Erdrutschen um, und ein Mann wurde in Jalcomulco vom Hochwasser mitgerissen. Für 40 von 53 Gemeinden, die Schäden durch Erdrutsche und Überschwemmungen meldeten, wurde Katastrophenalarm ausgerufen. Auf dem Höhepunkt der Sturmauswirkungen waren etwa 77.000 Personen ohne elektrischen Strom.

### Hurrikan Lee
Am 13. September löste sich eine tropische Welle von Afrika. Im Gegensatz zur prognostizierten, zunächst nur langsamen Organisierung organisierte sich das System rasch und wurde am 15. September um 03:00 Uhr UTC als tropisches Tiefdruckgebiet klassifiziert. Um 15:00 Uhr UTC erklärte das NHC das Tiefdruckgebiet zum tropischen Sturm, weil die tiefe Konvektion zugenommen hatte und ein Advanced Scatterometer-Durchgang (ASCAT) darauf hinwies, dass das System nun Wind in Sturmstärke erzeugte. Starke nordwestliche Windscherung behinderte am 16. September jedoch die weitere Entwicklung des Sturms, und am Morgen des 17. September lag das Zentrum direkt unter dem nördlichen Rand der Wolkendecke. Ein ASCAT-Durchgang um 11:44 Uhr UTC ergab, dass Lee keine Winde in Sturmstärke mehr produzierte, auch die Konvektion verlief im Sande, sodass das NHC Lee zu einem tropischen Tiefdruckgebiet zurückstufte. Zwar kam es spät am 17. September zu einem kleinen Ausbruch tiefer Konvektion in Nähe des Zentrums, doch aufgrund zunehmender Windscherung und einer trockenen Umgebung in mittlerer Höhe degenerierte das System spät am 18. September in ein Resttief, das vom NHC in den Folgetagen noch dann und wann begutachtet wurde, obwohl eine Regeneration nicht wahrscheinlich wahr. Die Zirkulation in mittlerer Höhe trennte sich von dem bodennahen Zentrum und wanderte an der östlichen Peripherie eines ausgedehnten Höhentroges nordwärts, bis ein starker Konvektionsausbruch über dem Zentrum dazu führte, dass sich eine neue bodennahe Zirkulation entwickelte. Sechs Stunden später hatte sich Lee am 22. September früh erneut in einen tropischen Sturm intensiviert.
Der recht kompakte Wirbelsturm Lee organisierte sich, und ein Mikrowellendurchgang gegen 21:00 Uhr UTC am 23. September deutete auf die Bildung eines Rings leichter bis mäßiger Konvektion um das Zentrum hin, was häufig ein Hinweis auf rapide Intensivierung ist. Tatsächlich veranlasste des Vorhandensein eines auf den Satellitenbildern erkennbaren Auges das NHC am nächsten Morgen um 06:30 Uhr UTC, Lee abrupt zu einem Hurrikan aufzustufen; das Zentrum von Lee bewegte sich derweil erratisch. Nachdem der Hurrikan andauernde Windgeschwindigkeiten von 150 km/h erreichte, schwächte sich Lee wegen mäßiger südöstlicher Windscherung vorübergehend leicht ab. Um 09:00 Uhr UTC am 26. September erreichte der Hurrikan die Kategorie 2. Eine Eyewallerneuerung in der folgenden Nacht führte zur Bildung eines größeren Auges, das von kalten Wolkenspitzen umgeben war, und um 15:00 UTC am 27. September erreichte Lee mit Windgeschwindigkeiten von 185 km/h seinen Höhepunkt als Kategorie 3-Hurrikan. Danach kurvte das System nach Nordosten und fiel rasch der starken nördlichen Windscherung und zunehmend kälteren Wasseroberflächen zum Opfer; Lee verlor am 28. September um 03:00 Uhr UTC Status eines schweren Hurrikans, schwächte sich am 29. September um 15:00 Uhr UTC in einen tropischen Sturm ab und ging am 30. September um 09:00 Uhr UTC in ein posttropisches System über, nachdem mehr als zwölf Stunden keine tiefe Konvektion mehr vorhanden war. Am 1. Oktober wurden Lees Reste von einem anderen außertropischen System weiter nördlich absorbiert.

### Hurrikan Maria
Am 13. September begann das NHC mit der Überwachung einer tropischen Welle südwestlich von Cabo Verde. Die Störung wanderte westwärts und organisierte sich am 16. September um 15:00 Uhr UTC in eine tropische Zyklone und sechs Stunden später zum Tropischen Sturm Maria. Nun in einer westnordwestlichen Richtung ziehend intensivierte sich Maria in einer außergewöhnlich schnellen Weise und erreichte am 18. September gegen 23:45 Uhr UTC die Kategorie 5 auf der Saffir-Simpson-Hurrikan-Windskala. Weniger als eine Stunde später traf Maria in dieser Stärke auf Dominica, dadurch verlor der Hurrikan etwas an Kraft, doch durch die günstigen Bedingungen im östlichen Karibischen Meer erlangte Maria die Kategorie 5 erneut und spät am 19. September ihre Spitzenwindgeschwindigkeit 280 km/h. Gegen 08:00 Uhr UTC am 20. September traf die Augenwand Marias auf Vieques, und kaum zwei Stunden später gelangte der Kern des Hurrikans mit Windgeschwindigkeiten von 250 km/h bei Yabucoa in Puerto Rico an Land. Die Einwirkungen des Landes verursachten eine deutliche Verschlechterung in Marias Struktur, und der Hurrikan schwächte sich in die Kategorie 2 ab, während er vom Land auf das Meer hinaus zog. Maria nahm an Größe zu und schwenkte nordwärts und intensivierte sich wieder in die Kategorie 3. Diese Intensität behielt der Hurrikan über mehrere Tage hinweg bei, bevor er eine weniger günstige Umgebung erreichte. Nachdem die Stärke Marias vor der Küste North Carolinas zwischen einem tropischen Sturm und einem minimalen Hurrikan fluktuierte, drehte das System scharf nach Osten und damit weg von der Ostküste der Vereinigten Staaten, und schließlich ging Maria über dem östlichen Nordatlantik am 30. September in ein posttropisches System über.
Dominica verzeichnete durch Maria katastrophale Schäden, und fast jedes Bauwerk auf der Insel wurde beschädigt oder zerstört. Auch die Nachbarinseln mussten mit einem vernichtenden Schlag fertig werden, und es wurden Überschwemmungen, umgestürzte Bäume und beschädigte Gebäude gemeldet. Auch auf Puerto Rico kam es zu katastrophalen Schäden. Das Stromversorgungsnetz der Insel wurde zerstört, sodass alle 3,4 Millionen Bewohner der Insel ohne Strom waren. Viele Bauwerke wurde dem Erdboden gleichgemacht, und durch die Fluten waren tausende von Bewohnern eingeschlossen. Die Nationalgarde der Vereinigten Staaten, die United State Coast Guard, das Army Corps of Engineers und weitere Einheiten wurden eingesetzt, um auf der Insel bei Search-and-Rescue-Einsätzen zu helfen. Allerdings gab es heftige Kritik an der Trump-Administration für ihre langsame Reaktion auf das Desaster und die verspätete Aussetzung des Jones Act, einem Gesetz, dass es Puerto Rico verbietet, Warenlieferungen und somit auch Hilfslieferungen durch Schiffe zu erhalten, die nicht unter der Flagge der Vereinigten Staaten verkehren. Entlang der Ostküste der Vereinigten Staaten führten Sturmböen zu Stromausfällen für hunderte von Abnehmern; durch Brandungsrückströmungen ertranken drei Personen, und zahlreiche weitere mussten aus Notsituationen gerettet werden. Die Schadensschätzungen für Hurrikan Maria reichen von 15,9 Milliarden US-Dollar durch Estudios Técnicos bis zu 95 Milliarden US-Dollar durch Moody’s Analytics. Der größte Teil der Sachschäden ereignete sich in Puerto Rico; Ricardo Rosselló, der Gouverneur von Puerto Rico, geht davon aus, dass der Hurrikan auf der Insel einen Sachschaden von 90 Milliarden US-Dollar angerichtet hat. Mindestens 79 Personen wurden mit Stand Oktober 2017 durch Hurrikan Maria getötet, davon 30 in Dominica, fünf in der Dominikanischen Republik, zwei in Guadeloupe, drei in Haiti, 34 in Puerto Rico, eine auf den Amerikanischen Jungferninseln und vier an der Ostküste der Vereinigten Staaten. Eine im August 2018 publizierte Studie der George Washington University kam zu dem Ergebnis, dass in Puerto Rico durch direkte und indirekte Folgen des Hurrikans etwa 2.975 Menschen ums Leben kamen.

### Hurrikan Nate
Am 3. Oktober bildete sich im südwestlichen Karibischen Meer ein ausgedehntes Tiefdruckgebiet. Die Störung entwickelte sich rasch, und am 4. Oktober um 15:00 Uhr UTC klassifizierte das NHC das System als sechzehntes tropisches Tiefdruckgebiet der Saison. Das System wurde langsam stärker und organisierter und wurde früh am 5. Oktober als tropischer Sturm eingestuft und erhielt den Namen Nate.
Nachdem der Hurrikan mindestens 25 Todesopfer in Nicaragua, Costa Rica und Honduras gefordert hatte, traf er zunächst in der Nacht auf Sonntag als heftiger Sturm in Nähe der Mississippi-Mündung auf Land und am Morgen danach erneut ein zweites Mal am 8. Oktober auf die US-Küste; dann allerdings erneut zum Hurrikan heraufgestuft.
Nach Nates Auftreffen auf der kontinentalen Landmasse nahm seine Stärke rasch ab, sodass er zum 9. Oktober zu einer posttropischen Zyklone abgestuft wurde.

### Hurrikan Ophelia
Am 6. Oktober begann sich am Ende einer Kaltfront im nordöstlichen Atlantik ein nichttropisches Tiefdruckgebiet zu bilden. Das Tief driftete langsam in Richtung Nordosten, sodass es sein Frontalsystem abhängen und sich zum 7. Oktober subtropische Eigenschaften aneignen konnte. Am 8. Oktober gelangte der Sturm unter Einfluss einer stärkeren Windscherung, die seine Konvektion behinderte und somit das System etwas schwächte; dennoch konnte sich der Sturm besser organisieren und entwickelte spät am Tage um sein Tiefdruckzentrum herum eine stärkere Konvektion.
Früh am 9. Oktober organisierte sich das System schließlich zu einem vollständig tropischen System und wurde vom NHC sechs Stunden später zum tropischen Sturm Ophelia hochgestuft. Aufgrund der anhaltend niedrigen Windscherung hielt das Wachstum des tropischen Sturms an, sodass er schließlich am 11. Oktober zu einem Hurrikan hochgestuft wurde. Nur einen Tag später wurde Ophelia um 21:00 Uhr UTC zum Kategorie 2-Hurrikan und intensivierte sich am 14. Oktober um 15:00 Uhr UTC überraschend in die Kategorie 3, womit Ophelia der sechste schwere Hurrikan der Saison wurde und zum östlichsten Sturm überhaupt, der diese Stärke erreichte. Ein ASCAT-Durchgang ergab allerdings, dass sich das Windfeld ausweitete, und auf den Satellitenbildern war eine Veränderung des Wolkenmusters erkennbar, was auf den Beginn der Transition in ein extratropisches System hinwies. Die Zuggeschwindigkeit des Hurrikans nahm zu und die Zurichtung drehte wegen eines sich annähernden und vertiefenden Troges nach Nordnordosten. Wassertemperaturen um 20 °C und starke Windscherung trugen dazu bei, dass der Hurrikan sich abschwächte und sein Auge verlor. In der Nacht zum 16. Oktober gab das NHC seine letzte Warnung zu Ophelia aus, weil der Sturm okkludierte und keine tropischen Eigenschaften mehr aufwies.
Ophelia war der zehnte aufeinanderfolgende Hurrikan der Saison; diese Situation trat bisher nur in den Jahren 1878, 1886 und 1893 ein. Da die damalige Technologie jedoch begrenzt war, ist es wahrscheinlich, dass einige schwächere tropische Stürme und Tiefs nicht bemerkt wurden. Darum ist die Hurrikansaison 2017 mit Ophelia die erste seit Beginn der Satellitenwetterbeobachtung, in der zehn aufeinanderfolgende tropische Wirbelstürme Hurrikanstärke erreichten.
Da sich Ophelia weiter nördlich als die üblichen atlantischen Wirbelstürme gebildet hat, gelangte sie nicht in die Passatwinde. Oberhalb des 30. Breitengrads herrschen in den höheren Luftschichten Winde aus dem Westen vor, weshalb Ophelia in Richtung Europa ziehen konnte.
Während sich Irland auf einen der stärksten Stürme der letzten 50 Jahren vorbereitete, sorgte Ophelia dafür, dass für die Jahreszeit ungewöhnlich warme Luftmassen nach Europa geleitet wurden: So wurden für einige Regionen Englands mit 24 °Celsius Temperaturen erwartet, die 10 Grad über der normalen Maximaltemperatur für Oktober lagen; in Deutschland wurden am 15. Oktober z. B. im Rheingraben teils bis zu 27 °C gemessen und an mehr als 30 Wetterstationen neue Temperaturrekorde aufgestellt.
Am Vormittag des 16. Oktober traf der Sturm mit Windgeschwindigkeiten von fast 160 km/h auf Irland. An der Westküste erreichten die anrollenden Nordatlantikwellen neun Meter Höhe, auf Fastnet Rock wurden Orkanböen von bis zu 191 km/h gemessen. Drei Menschen kamen durch den Sturm ums Leben, 360.000 Haushalte waren vorübergehend ohne Strom, 20.000 auch ohne Leitungswasser. Bäume wurden entwurzelt und einige Dächer beschädigt. Die Schulen blieben am 16. und 17. Oktober geschlossen.
In Nordirland waren 3.800 Haushalte vorübergehend ohne Strom, in Wales 4.000 und in Schottland 1.100. Auf der Isle of Man stürzten 130 Bäume um.
In Norddeutschland und Teilen Großbritanniens erschien die Sonnenscheibe infolge hochgewirbelten Saharastaubs und Rußpartikeln der Waldbrände in Portugal rot gefärbt.

### Tropischer Sturm Philippe
Am 22. Oktober sagte das NHC voraus, dass sich in der westlichen Karibik ein Tiefdruckgebiet formieren würde. Dieses Tief bildete sich am 23. Oktober an der nordwestlichen Küste Nicaraguas heraus. Zunächst blieb es jedoch ohne Organisation bis zum Abend des 26. Oktobers, als eine rasche Organisation einsetzte und das NHC dazu bewog, dem Tief eine Chance von 80 % zu bescheinigen, sich binnen 48 Stunden zu einem tropischen Zyklon zu entwickeln, worauf eine Aufstufung zum Potential Tropical Cyclone am folgenden Abend des 27. Oktobers folgte.
Eine langsame Entwicklung zeigte sich während des nächsten Tages, sodass am 28. Oktober 2017 um 17:00 Uhr MESZ wieder die Rückstufung zum tropischen Tief erfolgte, nachdem sich eine gut definierte Zirkulation entwickelt hatte. Es wurde über den Tag hinweg weiter stärker, sodass es sechs Stunden später zum tropischen Sturm Philippe wurde. Kurz darauf verschlechterte sich seine Organisation jedoch deutlich, da er mit einem außertropischen Tiefdruckgebiet und einer Kaltfront in Kontakt kam. Dadurch streckte sich das Zirkulationsgebiet auf und stellte sich in eine Reihe mit zwei weiteren Strudeln innerhalb einer ausgedehnteren Zirkulation auf niedrigem Niveau.

## Sturmnamen
Die nachfolgende Namensliste wurde für die tropischen und subtropischen Stürme verwendet, die sich 2017 im Nordatlantik bildeten. Diese Liste ist dieselbe wie die während der Saison 2011 verwendete – mit Ausnahme des Namens Irma, der Irene ersetzt hat.
| - Arlene - Bret - Cindy | - Don - Emily - Franklin | - Gert - Harvey - Irma | - Jose - Katia - Lee | - Maria - Nate - Ophelia | - Philippe - Rina |

Am 11. April 2018 gab die World Meteorological Organization anlässlich der 40. Sitzung des RA-IV-Hurrikankommittees bekannt, dass die Namen Harvey, Irma, Maria und Nate wegen der durch die betreffenden Stürme verursachten hohen Personen- und Sachschäden von der Namensliste gestrichen und nicht wieder verwendet werden. Sie wurden für 2023 ersetzt durch die Namen Harold, Idalia, Margot und Nigel.